# Johann Gottfried Schnabel

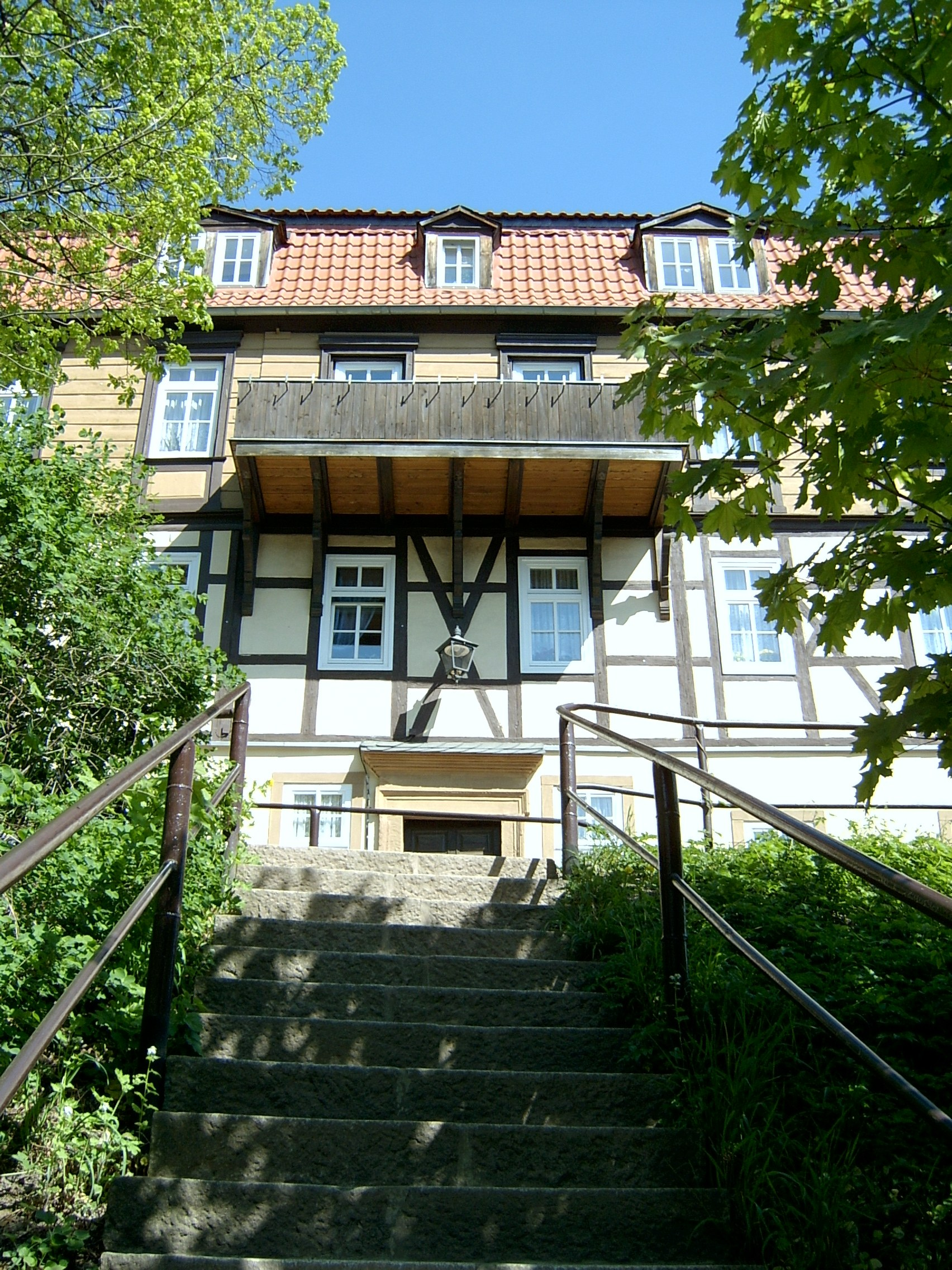
Haus des gräflichen Hofbuchdruckers Johann Christoph Ehrhart in Stolberg (Harz), bei dem Schnabel um 1737 wohnte.

Johann Gottfried Schnabel (Pseudonym Gisander; * 7. November 1692 in Sandersdorf; † zwischen April 1744 und April 1748) war ein deutscher Schriftsteller der Aufklärung. Er hat den Begriff der Robinsonade geprägt.

## Leben
Schnabel war seit 1694 verwaist und wuchs zunächst bei Verwandten und Bekannten auf. Er besuchte die von August Hermann Francke gegründete Schule in Halle. Von 1706 und 1709 absolvierte er eine Lehre als Barbier, bis 1717 diente er als Feldscher in verschiedenen Heeren, unter anderem als Teilnehmer am Spanischen Erbfolgekrieg.
Er lebte danach vermutlich zunächst in Hamburg, wurde 1719 aber offenbar Barbiermeister in Querfurt. Dokumentarisch nachweisbar ist erst wieder die Verleihung des Bürgerrechts in Stolberg im Harz, wohin er 1724 mit Frau und Familie umsiedelte. Dort war er von 1731 bis 1738 Herausgeber der Zeitung Stolbergische Sammlung Neuer und Merckwürdiger Welt-Geschichte. Parallel dazu veröffentlichte er im nahen Nordhausen sein Hauptwerk Wunderliche Fata einiger See-Fahrer, das 1828 in einer anonymen Bearbeitung von Ludwig Tieck unter dem Titel  Die Insel Felsenburg neu herausgegeben wurde. Große Bekanntheit und neue Auflagen bis in die zweite Hälfte des 20. Jahrhunderts erreichte sein Roman Der im Irr-Garten der Liebe herum taumelnde Cavalier, der in die Übergangszeit zwischen dem höfisch-galanten Roman und den ersten modernen Romanen fällt. Johann Gottfried Schnabel starb zwischen 1744 und 1748.
Dem Andenken Schnabels widmet sich die Johann-Gottfried-Schnabel-Gesellschaft e. V. und ihr Förderverein Johann Gottfried Schnabel e. V.

## Ehrungen
- 2024: Johann-Gottfried-Schnabel-Denkmal (Sandersdorf)
- 2024: Johann-Gottfried-Schnabel-Denkmal (Stolberg)

## Werke (Auswahl)
- Wunderliche Fata einiger See-Fahrer, absonderlich Alberti Julii... 4 Bände. Nordhausen 1731–1743 und öfter
- Lebens- Helden- und Todes-Geschicht des berühmtesten Feldherrn bißheriger Zeiten Eugenii Francisci. Stolberg 1736
- Der im Irrgarten der Liebe herum taumelnde Cavalier. Nordhausen 1738
  - Textkritische Neuausgabe: Der im Irr-Garten der Liebe herum taumelnde CAVALIER. Hrsg. Marcus Czerwionka unter Mitarbeit von Robert Wohlleben. Röhrig Universitätsverlag, St. Ingbert 2014 (Schnabeliana), ISBN 978-3-86110-568-8
- Der aus dem Mond gefallene und nachhero zur Sonne des Glücks gestiegene Printz. Frankfurt am Main/Leipzig 1750

## Literatur

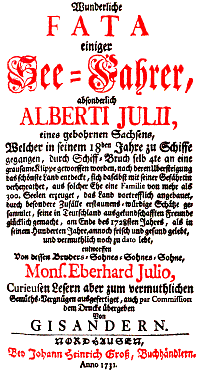
Insel Felsenburg, 1. Teil, 1731